# Santos Navarro
Santos Rodrigo Navarro Arteaga (Santa Cruz de la Sierra, 20 de noviembre de 1990) es un futbolista boliviano. Juega como centrocampista y su equipo actual es Blooming de la Primera División de Bolivia.

## Trayectoria
Navarro desarrolló su carrera de fútbol en el Academia Tahuichi Aguilera. Durante la 2010 fue fichado por Blooming. Hizo su debut con los celestes en un partido contra San José en Oruro. En 2012 se proclamó campeón de la Copa Aerosur del Sur 2012 con Real Potosí.
En 2018 reforzó a Destroyers. En la temporada 2019 Navarro fue fichado por Sport Boys Warnes.
Para la temporada 2020 reforzó a Oriente Petrolero.

## Clubes
| Club              | País    | Año             |
| ----------------- | ------- | --------------- |
| Blooming          | Bolivia | 2010 – 2012     |
| Real Potosí       | Bolivia | 2012 – 2013     |
| Sport Boys Warnes | Bolivia | 2014 – 2017     |
| Destroyers        | Bolivia | 2018            |
| Sport Boys Warnes | Bolivia | 2019            |
| Oriente Petrolero | Bolivia | 2020            |
| Blooming          | Bolivia | 2021 – Presente |